# Menjamel caragroc
El menjamel caragroc (Caligavis chrysops) és una espècie d'ocell de mitja grandària de la família dels melifàgids.